# Górskie Szosowe Mistrzostwa Polski 2016
Górskie Szosowe Mistrzostwa Polski 2016 – zawody w kolarstwie szosowym mające wyłonić najlepszych zawodników i zawodniczki w Polsce w rywalizacji na odcinkach górskich.
Baza zawodów mieściła się w Wysowej-Zdroju, a rywalizacja toczyła się na liczącej 25 kilometrów pętli rozpoczynającej się i kończącej się w Uściu Gorlickim, a biegnącej przez Klimkówkę, Łosie, Bielankę, Leszczyny i Kunkowę – po zakończeniu ostatniej pętli zawodnicy pokonywali dodatkowo kolejne 25 kilometrów do mety w Wysowej-Zdrój, przejeżdżając trasę przez Czarną, Śnietnicę, Stawiszę i Hańczowę. W rywalizacji elity mężczyźni pętlę tę pokonywali pięć razy (dystans całego wyścigu wyniósł 150 kilometrów), a kobiety trzykrotnie (100 kilometrów). Zmagania elity mężczyzn odbyły się 27 sierpnia, a kobiet dzień później.
Oprócz zmagań elity przeprowadzono również rywalizację w niższych kategoriach wiekowych.

## Medaliści
| Górskie Szosowe Mistrzostwa Polski 2016 | Górskie Szosowe Mistrzostwa Polski 2016 | Górskie Szosowe Mistrzostwa Polski 2016 | Górskie Szosowe Mistrzostwa Polski 2016       | Górskie Szosowe Mistrzostwa Polski 2016            | Górskie Szosowe Mistrzostwa Polski 2016 | Górskie Szosowe Mistrzostwa Polski 2016 |
| Data                                    | Państwo                                 | Wyścig                                  | Zwycięzca                                     | Drugie miejsce                                     | Trzecie miejsce                         |                                         |
| --------------------------------------- | --------------------------------------- | --------------------------------------- | --------------------------------------------- | -------------------------------------------------- | --------------------------------------- | --------------------------------------- |
| 27 sie                                  | Polska                                  | Górskie szosowe mistrzostwa Polski      | Łukasz Owsian (CCC Sprandi Polkowice)         | Kamil Zieliński (Domin Sport)                      | Michał Podlaski (Verva ActiveJet)       |                                         |
| 28 sie                                  | Polska                                  | Górskie szosowe mistrzostwa Polski      | Paulina Brzeźna-Bentkowska (Mat Atom Sobótka) | Alicja Ratajczak (UKS Mróz Colnago Jedynka Kórnik) | Katarzyna Wilkos (Mat Atom Sobótka)     |                                         |

## Konkurencje indywidualne (elita)

### Mężczyźni (26 sierpnia)
| Uście Gorlickie - Wysowa-Zdrój |  | (150 km) |

| \| Klasyfikacja generalna \| Klasyfikacja generalna \| Klasyfikacja generalna \| Klasyfikacja generalna \| Klasyfikacja generalna \| \| Kolarz \| Kolarz \| Państwo \| Drużyna \| Czas \| \| ---------------------- \| ---------------------- \| ---------------------- \| --------------------------- \| ---------------------- \| \| 1. \| Łukasz Owsian \| Polska \| CCC Sprandi Polkowice \| 4h 02' 16" \| \| 2. \| Kamil Zieliński \| Polska \| Domin Sport \| + 0" \| \| 3. \| Michał Podlaski \| Polska \| Verva ActiveJet \| + 0" \| \| 4. \| Bartosz Warchoł \| Polska \| Whirlpool-Author \| + 0" \| \| 5. \| Jacek Morajko \| Polska \| Wibatech Fuji \| + 6" \| \| 6. \| Adrian Brzózka \| Polska \| JBG-2 Professional MTB Team \| + 15" \| \| 7. \| Leszek Pluciński \| Polska \| CCC Sprandi Polkowice \| + 32" \| \| 8. \| Paweł Cieślik \| Polska \| Verva ActiveJet \| + 4' 51" \| \| 9. \| Wojciech Halejak \| Polska \| JBG-2 Professional MTB Team \| + 4' 51" \| \| 10. \| Adrian Honkisz \| Polska \| CCC Sprandi Polkowice \| + 4' 51" \| |                  |         |                             |            |
| |                  |         |                             |            |
| Źródło: Cycling Archives |                  |         |                             |            |
| Klasyfikacja generalna |                  |         |                             |            |
| Kolarz | Kolarz           | Państwo | Drużyna                     | Czas       |
| 1. | Łukasz Owsian    | Polska  | CCC Sprandi Polkowice       | 4h 02' 16" |
| 2. | Kamil Zieliński  | Polska  | Domin Sport                 | + 0"       |
| 3. | Michał Podlaski  | Polska  | Verva ActiveJet             | + 0"       |
| 4. | Bartosz Warchoł  | Polska  | Whirlpool-Author            | + 0"       |
| 5. | Jacek Morajko    | Polska  | Wibatech Fuji               | + 6"       |
| 6. | Adrian Brzózka   | Polska  | JBG-2 Professional MTB Team | + 15"      |
| 7. | Leszek Pluciński | Polska  | CCC Sprandi Polkowice       | + 32"      |
| 8. | Paweł Cieślik    | Polska  | Verva ActiveJet             | + 4' 51"   |
| 9. | Wojciech Halejak | Polska  | JBG-2 Professional MTB Team | + 4' 51"   |
| 10. | Adrian Honkisz   | Polska  | CCC Sprandi Polkowice       | + 4' 51"   |

### Kobiety (27 sierpnia)
| Uście Gorlickie - Wysowa-Zdrój |  | (100 km) |

| \| Klasyfikacja generalna \| Klasyfikacja generalna \| Klasyfikacja generalna \| Klasyfikacja generalna \| Klasyfikacja generalna \| \| Kolarz \| Kolarz \| Państwo \| Drużyna \| Czas \| \| ---------------------- \| -------------------------- \| ---------------------- \| ---------------------------------- \| ---------------------- \| \| 1. \| Paulina Brzeźna-Bentkowska \| Polska \| Mat Atom Sobótka \| 3h 14' 31" \| \| 2. \| Alicja Ratajczak \| Polska \| UKS Mróz Colnago Jedynka Kórnik \| + 1' 03" \| \| 3. \| Katarzyna Wilkos \| Polska \| Mat Atom Sobótka \| + 8' 09" \| \| 4. \| Ewelina Szybiak \| Polska \| LKS Atom Boxmet Dzierżoniów \| + 8' 18" \| \| 5. \| Nikol Płosaj \| Polska \| UKS Mróz Colnago Jedynka Kórnik \| + 10' 37" \| \| 6. \| Marta Lach \| Polska \| Mat Atom Sobótka \| + 10' 37" \| \| 7. \| Marlena Droździok \| Polska \| KS Creon Racing Team \| + 10' 37" \| \| 8. \| Dorota Przęzak \| Polska \| LKS Atom Boxmet Dzierżoniów \| + 10' 37" \| \| 9. \| Monika Żur \| Polska \| BH-SR Suntour-KMC \| + 10' 37" \| \| 10. \| Klaudia Radziszewska \| Polska \| TKK Pacific Toruń - Nestlé Fitness \| + 10' 44" \| |                            |         |                                    |            |
| |                            |         |                                    |            |
| Źródło: Cycling Quotient |                            |         |                                    |            |
| Klasyfikacja generalna |                            |         |                                    |            |
| Kolarz | Kolarz                     | Państwo | Drużyna                            | Czas       |
| 1. | Paulina Brzeźna-Bentkowska | Polska  | Mat Atom Sobótka                   | 3h 14' 31" |
| 2. | Alicja Ratajczak           | Polska  | UKS Mróz Colnago Jedynka Kórnik    | + 1' 03"   |
| 3. | Katarzyna Wilkos           | Polska  | Mat Atom Sobótka                   | + 8' 09"   |
| 4. | Ewelina Szybiak            | Polska  | LKS Atom Boxmet Dzierżoniów        | + 8' 18"   |
| 5. | Nikol Płosaj               | Polska  | UKS Mróz Colnago Jedynka Kórnik    | + 10' 37"  |
| 6. | Marta Lach                 | Polska  | Mat Atom Sobótka                   | + 10' 37"  |
| 7. | Marlena Droździok          | Polska  | KS Creon Racing Team               | + 10' 37"  |
| 8. | Dorota Przęzak             | Polska  | LKS Atom Boxmet Dzierżoniów        | + 10' 37"  |
| 9. | Monika Żur                 | Polska  | BH-SR Suntour-KMC                  | + 10' 37"  |
| 10. | Klaudia Radziszewska       | Polska  | TKK Pacific Toruń - Nestlé Fitness | + 10' 44"  |